# Challenger ATP Club Premium Open 2006
Il Challenger ATP Club Premium Open 2006 è stato un torneo di tennis facente parte della categoria ATP Challenger Series nell'ambito dell'ATP Challenger Series 2006. Il torneo si è giocato a Quito in Ecuador dal 2 all'8 ottobre 2006 su campi in terra rossa.

## Vincitori

### Singolare
Chris Guccione ha battuto in finale  Guillermo Cañas con il punteggio di 6–3, 7–6(4)

### Doppio
Rogério Dutra da Silva /  Marcelo Melo hanno battuto in finale  Pablo Cuevas /  Horacio Zeballos con il punteggio di 6–3, 6–4